# Lubiczów
Lubiczów (prononciation : [luˈbit͡ʂuf]) est un village polonais, situé dans la gmina de Stare Babice de la Powiat de Varsovie-ouest et dans la voïvodie de Mazovie dans le centre-est de la Pologne.
Il se situe à environ 2 kilomètres au sud-est de Stare Babice, 6 kilomètres au nord-est d'Ożarów Mazowiecki et à 10 kilomètres à l'ouest de Varsovie.
Le village a une population de 78 habitants en 2010.